# ويليام ميتشيل (فيلسوف)
ويليام ميتشيل (بالإنجليزية: William Mitchell)‏ هو فيلسوف أسترالي، ولد في 27 مارس 1861، وتوفي في 24 يونيو 1962.